# Zygmunt Anczok
Zygmunt Józef Anczok, född den 14 mars 1946 i Lublin, Polen, är en polsk fotbollsspelare som tog OS-guld i fotbollsturneringen vid de olympiska sommarspelen 1972 i München.